# Csoklovina
Csoklovina (románul: Cioclovina) falu Romániában, Erdélyben, Hunyad megyében.

## Fekvése
Lunkány (Luncani) mellett fekvő település.

## Története
A falutól délkeletre 2. századi dák erődítmény maradványait tárták fel. A lelőhely a romániai műemlékek jegyzékében a HD-I-s-A-03175 sorszámon szerepel.
Csoklovina (Cioclovina) korábban Lunkány (Luncani) része volt.
1966-ban 124, 1977-ben 73, 2002-ben 57, a 2021-es népszámláláskor 37 román lakosa volt.

## Látnivalók
A település a Kudzsiri-havasok nyugati lábainál helyezkedik el 650 m tszf. magasságban.
A településtől délre található 381 km² területen a Gredistye Muncsel – Csoklovina Natúrpark (Parcul Natural Grădiștea Muncelului - Cioclovina). A park barlangok, szorosok és kanyonok állapotát illetve élővilágát őrzi.
Egyik jelentős barlangja a csoklovinai Cholnoky-barlang. Meredek sziklafalban helyezkedik el a falu felett, jelenleg oldalkürtőn lehet bejutni. A barlangban pleisztocénkori állatcsont maradványok találhatóak és pleisztocénkori ősember nyomai lelhetőek fel. A barlang felett egy víznyelő barlang van, alatta a mélyben pedig egy forrásbarlang, bár a köztük való átjárás nem teljesen ismert. Egy tipikus példája a barlangrendszerek két nívón történő kialakulásának, s ilyenkor a barlang felső része (a fellegvári teraszok nívójában) állandóan száraz, és sok cseppkő található benne. Az alsó szinteken (a városi teraszok nívójában) pedig még folyik benne barlang-patak. Ez a Lunkányi völgy búvópatakja, amikor a Lunkányi patak forrásában a felső víznyelőkben eltűnő patakok vize bukkan fel.